# Renato Russomanno
 Renato Russomanno dos Santos (Santos, 5 de janeiro de 1983) é um voleibolista brasileiro , atuante na posição de Ponta, com marca de alcance de 354cm no ataque e 330 no bloqueio, que serviu a Seleção Brasileira de Novos na conquista da medalha de ouro  nos Jogos Pan-Americanos de 2011 em Guadalajara e também na edição dos Jogos Mundiais Militares no Brasil neste mesmo ano e o bicampeonato na edição da Coreia do Sul em 2015 e na edição do Campeonato Mundial Militar de 2014 no Brasil também obteve a medalha de ouro.Em clubes foi medalhista de ouro no Campeonato Sul-Americano de Clubes de 2009, este sediado no Brasil; e neste mesmo ano disputou a edição do Campeonato Mundial de Clubes no Qatar, além disso foi medalhista de prata no Campeonato Sul-Americano de Clubes de 2010 na Argentina.Conquistou também pela Seleção Brasileira  Militar a medalha de ouro no Campeonato Mundial Militar de 2014 no Brasil.

## Carreira
Renato Russomanno  é natural da cidade de Santos-SP, passou parte de sua vida em Araraquara-SP, onde iniciou ainda criança prática desportiva; aventurou-se no basquetebol, após ter suas primeiras experiências com o voleibol. Intensificou suas atenções para essa modalidade e entrou para uma equipe na categoria pré-mirim de Araraquara, época que disputou competições escolares, Jogos da Primavera pelo Colégio Objetivo.
Depois competiu por essa cidade nas competições organizadas pela APV_Associação Pró-Voleibol .Aos 15 anos de idade viaja para a capital visando participar do teste no Pinheiros, em tal teste passou, mas sua mãe, Sueli Russomanno, aconselhou permanecer mais um ano em Araraquara e com 16 anos surgiu o teste para o Banespa, viajou na companhia de seu pai, Sérgio Álvares, para casa de parentes em Santos, deslocava-se diariamente a capital para participar dos testes que se realizou em três dias, devido ao emprego seu pai não poderia ficar, mas quando os treinadores disseram das chances de Renato, aguardaram mais dois dias, pois, eram testados cerca de mil candidatos, para escolha de apenas oito, e ele ficou na nona posição, tendo que voltar para Araraquara e nesta persistiu treinando e logo recebeu uma ligação deste clube avisando que houve desistência de um candidato, e assim começava sua trajetória profissional, permanecendo neste por quarto anos integrou os times infantijuvenil e juvenil e em 2001 conquistou o título da Supercopa dos Campeões.
Retornou para Araraquara e nesta entrou em contato com o Lupo Náutico e sob o comando do técnico Paulo Mori disputou a edição da Superliga Brasileira A 20002-03 na qual encerrou na nona posição registrou 104 pontos, destes foram 89 de ataques, 9 de bloqueios e seis de saques, desempenho que rendeu-lhe a renovação do contrato para temporada 2003-04, na qual o clube utilizou a alcunha de Shopping Jaraguá/Náutico, disputou o Campeonato Paulista de 2003 e a correspondente Superliga Brasileira A, que  foi sob o comando do técnico Paulo Reis, grande incentivador ainda quando Renato disputava nos Jogos da Primavera, e tal temporada ficou marcada com a retirada do patrocinador, provocando evasão de atletas, mas Renato honrou sua palavra e permaneceu mesmo sendo consultado por clubes nacionais e até mesmo do voleibol português, terminando por este clube na décima posição, última colocação marcando um total de 190 pontos, destes foram : 167 de ataques , 16 pontos de bloqueios e 7 provenientes de saques.
O Bento Union Pack o contratou para temporada 2004-05  encerrou na sexta posição na  correspondente edição da Superliga Brasileira A, edição na qual realizou 228 pontos, destes foram:  201 de ataques, 19 de bloqueios e 8 de saques.Na temporada seguinte renovou com o Bento Vôlei  e disputou a Superliga Brasileira A 2005-06 e terminou na quinta posição.
Na temporada 2006-07 seria a primeira de muitas pela Cimed /SC, nesta jornada conquistou o título do Campeonato Catarinense de 2006 e esteve na equipe que disputou a correspondente Superliga Brasileira  e foi vice-campeão desta edição.  Em 2006 foi convocado pelo técnico Bernardo Rezende para Seleção Brasileira de Novos, visando treinamentos e amistosos contra equipe adulta da Seleção Argentina.
Em sua segunda temporada consecutiva pela Cimed /SC foi vice-campeão catarinense em 2007 e disputou a Superliga Brasileira A 2007-08, chega a sua segunda final consecutiva, mas desta vez conquista seu primeiro título por este clube.  Renovou para temporada 2008-09, com o clube utilizando a alcunha de  Cimed / Brasil Telecom sagrou-se bicampeão catarinense em 2008 e disputou a Superliga Brasileira A correspondente chegando a terceira final consecutiva e obtendo o bicampeonato consecutivo nacional.
Pela Cimed/SC permaneceu para as competições de 2009-10, sagrando-se campeão catarinense em 2009. No mesmo ano disputou o Campeonato Sul-Americano de Clubes de 2009 sediado em Florianópolis, conquistando sua primeira medalha de ouro internacional de relevância continental além da qualificação para o Campeonato Mundial de Clubes em Doha-Qatar no mesmo ano, edição na qual também disputou, vestindo camisa#9 encerrando na quina posição; finalizando a temporada 2009-10 avançou a quarta final consecutiva da Superliga Brasileira  A, obtendo nesta o tricampeonato consecutivo.
Em sua quinta temporada consecutiva na Cimed/SC conquistou o tetracampeonato catarinense em 2010, além do ouro nos Jogos Abertos de Santa Catarina (Jasc) no mesmo ano.Ainda no ano de 2010 foi medalhista foi  medalha de prata no Campeonato Sul-Americano de Clubes em San Juan-Argentina.Por essa equipe disputou a Superliga Brasileira A 2010-11, encerrando a fase de classificação em segundo lugar, mas após os playoffs ficou em quinto lugar.
Em 2011 sua sexta temporada consecutiva  Cimed/SC e nesse ano foi convocado para Seleção Brasileira de Novos,  e representou a Seleção Brasileira Militar na V edição dos Jogos Mundiais Militares realizados no Rio de Janeiro e também foi medalhista de ouro nesta competição.Ainda em 2011 foi convocado para Seleção Brasileira para os treinamentos em preparação para edição dos Jogos Pan-Americanos de Guadalajara e conquistou a medalha de ouro nesta edição.Disputou pelo time catarinense  que utilizou a alcunha de Cimed/SC na Superliga Brasileira A 2011-12 e encerrou na sexta posição.
Em 2012 foi convocado para Seleção Brasileira de Novos novamente para disputar a Copa Pan-Americana, realizada na República Dominicana, mas não disputou tal competição.Na temporada 2012-13 jogou pelo Medley/Campinas foi vice-campeão da Copa São Paulo, vice-campeão do Campeonato Paulista  e conquistou o título dos Jogos Abertos do Interior em 2012 e encerrou na quinta posição por este clube na Superliga Brasileira A 2012-13.
Foi também atleta do Moda Maringá na temporada 2013-14 e or este clube avançou as quartas de final da correspondente Superliga Brasileira A e encerrou na oitava posição e renovou com esse clube paranaense para jornada esportiva 2014-15 que utilizará a alcunha de Ziober Maringá Vôlei.
Ainda em 2014 foi convocado para Seleção Brasileira de Novos para representar a Seleção Brasileira Militar e disputou o XXX Campeonato Mundial Militar no Rio de Janeiro e conquistou a medalha de ouro atuando pelo Ziober Maringá Vôlei alcançou o sexto lugar na Superliga Brasileira A 2014-15 e encerrou na sétima posição na Copa Banco do Brasil 2015, cuja fase final foi disputada em Campinas.
Na temporada 2015-16 transferiu-se para o voleibol italiano, sendo contratado pelo Revivre Milano disputando a Liga A1 Italiana finalizando na décima primeira posição.Na seqũencia defeneu outro clube italiano, o Emma Villas Volley, e por este disputou a Liga A2 Italiana, sendo eliminado nas semifinais e conquistou o título da Copa A2 Itália.
Retornou ao voleibol nacional foi anunciado como reforço do Sesi/SP para temporada esportiva de 2017-18.

## Títulos e resultados
- Superliga Brasileira A: 2007–08,[4] 2008–09,[14] 2009–10[20]
- Superliga Brasileira A: 2006–07[4]
- Copa A2 Itália: 2017[46]
- Campeonato Catarinense: 2006,[7] 2008,[12] 2009,[15] 2010,[21] 2011[26]
- Campeonato Catarinense: 2007[10]
- Campeonato Paulista: 2012[36]
- Supercopa dos Campeões: 2001[3]
- Jasc: 2010[22]
- Jogos Abertos do Interior de São Paulo: 2012[36]
- Copa São Paulo: 2012[35]
- Campeonato Paulista: 2023

## Premiações individuais
[carece de fontes?]